# Brislach
Brislach is een gemeente en plaats in het Zwitserse kanton Basel-Landschaft, en maakt deel uit van het district Laufen.
Brislach telt 1.610 inwoners.